# Túpolev Tu-141
El Túpolev Tu-141 Strizh ("Rápido"; en ruso: Туполев Ту-141 Стриж) es un vehículo aéreo no tripulado (VANT) de reconocimiento soviético que sirvió con la Fuerza Aérea Soviética a finales de los años 70 y 80, así como con las Fuerzas Armadas de Ucrania desde 2014.

## Desarrollo

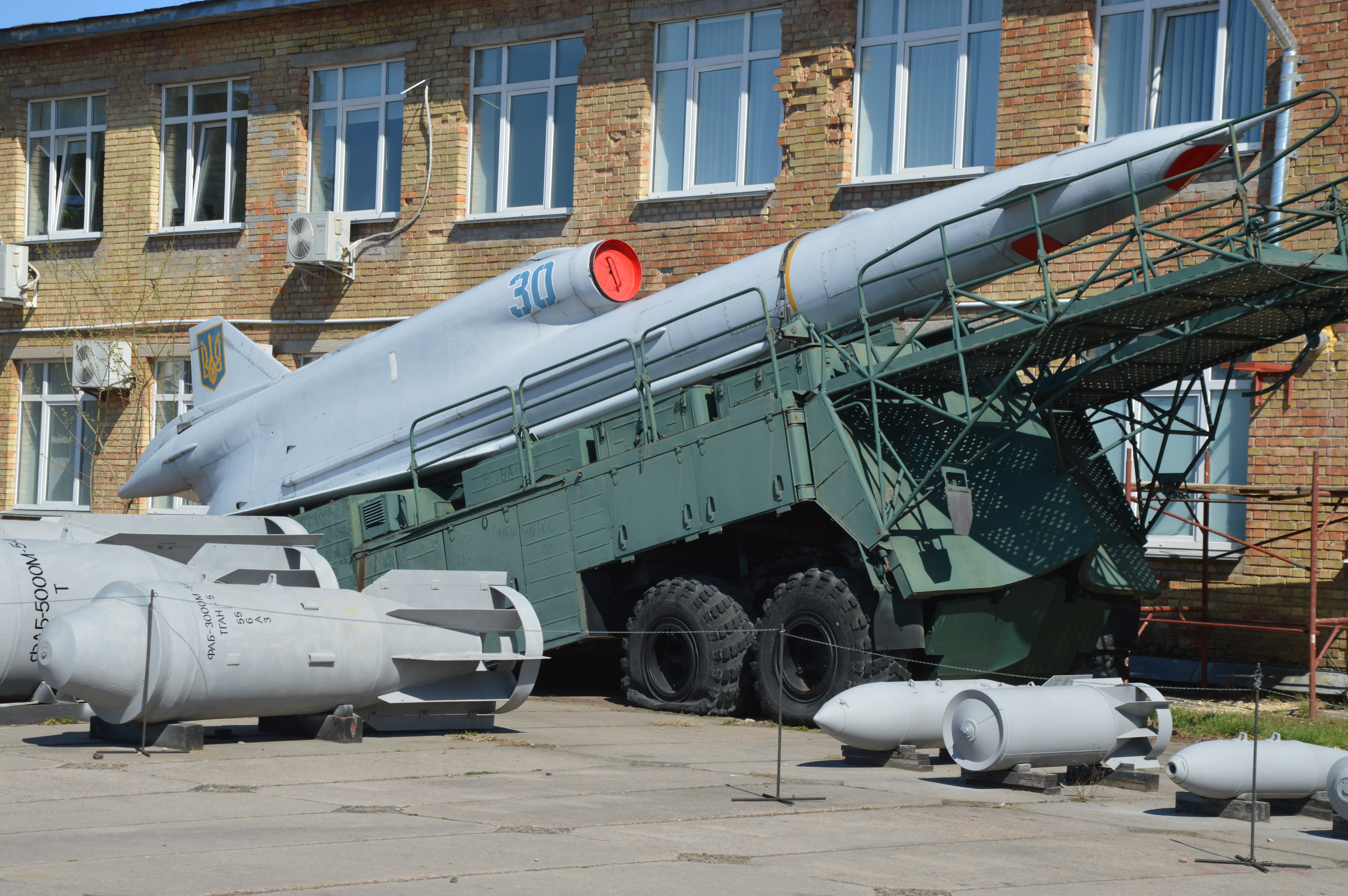
Un Tu-141 Strizh en exhibición en el Museo Estatal de Aviación en Kiev (Ucrania)

El Tu-141 fue un desarrollo del Túpolev Tu-123 y es un dron de reconocimiento de mediano alcance relativamente grande, tiene una longitud de 14,33 metros por 3,88 de envergadura y una altura de 2,44 metros. Está diseñado para realizar misiones de reconocimiento, volando a una velocidad transónica de 1100 kilómetros por hora (aunque su velocidad de crucero es de 1000 kilómetros). Tiene un peso máximo al despegue de 6215 kilogramos, una autonomía de 1000 kilómetros y un techo de vuelo de 6000 metros. Puede transportar una amplia variedad de cargas útiles, incluidas cámaras de película, generadores de imágenes infrarrojas, generadores de imágenes EO y radares de imágenes.
Al igual que con los diseños anteriores de Túpolev, tiene un ala delta montada en la parte trasera similar a un dardo, cuenta con pequeños canards montados en la parte delantera y un motor turborreactor Tumansky KR-17A montado sobre la cola. Se lanza desde un remolque utilizando un propulsor de combustible sólido y aterriza con la ayuda de un paracaídas montado en la cola, una vez en vuelo el dron se comporta igual que un misil siguiendo una ruta previamente establecida.

## Historial de combate
El Tu-141 estuvo en servicio en la Fuerza Aérea Soviética desde 1979 hasta 1989, principalmente en las fronteras occidentales de la Unión Soviética. La Fuerza Aérea de Ucrania volvió a ponerlo en servicio después de 2014 para utilizarlo durante la Guerra del Dombás.

### Durante la invasión rusa de Ucrania
El 8 de marzo de 2022, se informó que un dron de reconocimiento Tu-141 se estrelló en Ucrania.
Alrededor de la medianoche del 10 de marzo de 2022, un Tu-141 se estrelló frente a un campus de estudiantes en Zagreb (Croacia), a más de 550 kilómetros de Ucrania.  El Ministerio de Defensa de Rumania dijo que el dron entró en su espacio aéreo desde Ucrania y pasó tres minutos, luego entró en el espacio aéreo húngaro y posteriormente en el espacio aéreo croata, a una velocidad de 700 kilómetros por hora y a una altitud de 1300 metros. Finalmente se estrelló en Zagreb tras siete minutos en el espacio aéreo croata. Cabe destacar que todos ellos son países miembros de la OTAN y que las defensas aéreas de la alianza fueron incapaces de detectar y de derribar el dron. A pesar de que llevaba una carga explosiva de 120 kilogramos no hubo víctimas, aparentemente porque al estrellarse contra el blando suelo se hundió varios metros antes de explotar.
La Fuerza Aérea de Ucrania dijo que el dron no les pertenecía. La embajada rusa en Zagreb declaró que las fuerzas rusas no habían tenido este tipo de drones en su arsenal desde el colapso de la Unión Soviética en 1991. El presidente croata, Zoran Milanović, dijo que estaba claro que el dron procedía de Ucrania y entró en Croacia después de volar sobre Hungría. El 15 de marzo, una fuente no revelada cercana al Ministerio de Defensa de Croacia fue citada en la revista de noticias croata Nacional diciendo que la investigación había concluido que el dron pertenecía a las Fuerzas Armadas de Ucrania y llevaba una bomba destinada a atacar las posiciones de Rusia, pero el dron se había desviado del rumbo y se estrelló después de quedarse sin combustible.
El 3 de julio de 2022, el gobernador del óblast de Kursk escribió en su cuenta de Telegram que «nuestras defensas aéreas derribaron dos drones Strizh ucranianos».
El 5 de diciembre de 2022, se informaron de varias explosiones en dos bases aéreas rusas: una en la base aérea de Engels-2, a 14 kilómetros al este de Sarátov, que supuestamente causó daños menores a dos Túpolev Tu-95 que estaban estacionados en la pista; y otra explosión en la base aérea de Diáguilevo cerca de Riazán, que destruyó un camión de combustible, dañó un Túpolev Tu-22M y mató a tres personas e hirió a otras cinco. El Ministerio de Defensa de Rusia dijo que Ucrania atacó estas bases con aviones teledirigidos de fabricación soviética, modificados y armados con explosivos, y que los aviones no tripulados fueron posteriormente derribados a baja altura cuando se acercaban a las bases aéreas. El Ministerio de Defensa de Ucrania no ha confirmado la información. Aunque Rusia no ha informado oficialmente del tipo exacto de dron utilizado en los ataques los expertos militares consideran que era un dron de reconocimiento Tu-141 Strinzh.
El 26 de diciembre, el Ministerio de Defensa de Rusia informó de un nuevo ataque contra la Base Aérea de Engels, el ataque fue llevado a cabo mediante un dron ucraniano de largo alcance. Según las autoridades rusas las defensas antiaéreas de la base derribaron el dron en los alrededores de las instalaciones militares pero los restos, del dron derribado, mataron a tres operarios. El gobernador local, Roman Busargin, no informó de daños a la «infraestructura civil». Aunque los rusos no han identificado oficialmente el modelo del dron atacante, es probable que fuera el mismo tipo utilizado en el ataque del 5 de diciembre. Al igual que ha ocurrido siempre que Ucrania ataca objetivos en territorio ruso, las autoridades ucranianas no han confirmado ni desmentido su participación en el ataque.
El 26 de marzo de 2023, la agencia de noticias rusa TASS informó que Rusia había derribado un Tu-141 cerca de la localidad de Kiréyevsk, en el óblast de Tula, a unos 200 kilómetros de Moscú, utilizando un sistema de interferencia Polye-21, el dron al estrellarse provocó tres heridos y daños en tres apartamentos de un bloque de viviendas. Según han informado medios locales los heridos son una adolescente de 17 años, una joven de 20 y un hombre de 36. No es la primera vez que Ucrania ataca la región de Tula con drones, anteriormente se habían localizado dos cráteres, uno a unos 10 kilómetros de Kiréyevskk, cerca de la pequeña localidad rural de Berezovski, y otro en el raión de Odoevski. En ambos casos los drones no causaron daños personales ni materiales.
El 23 de abril, el portavoz del Ministerio de Defensa ruso, Ígor Konashénkov afirmó que «En el área de Járkov fueron destruidas las naves de una planta aeronáutica que realizaban mantenimiento y ensayos de drones ucranianos de propulsión a chorro Strizh». Según las autoridades rusas las instalaciones destruidas eran utilizadas por Ucrania para modernizar los viejos drones Tu-141 con la asistencia técnica de Raytheon Technologies, una de las mayores corporaciones estadounidenses de defensa.

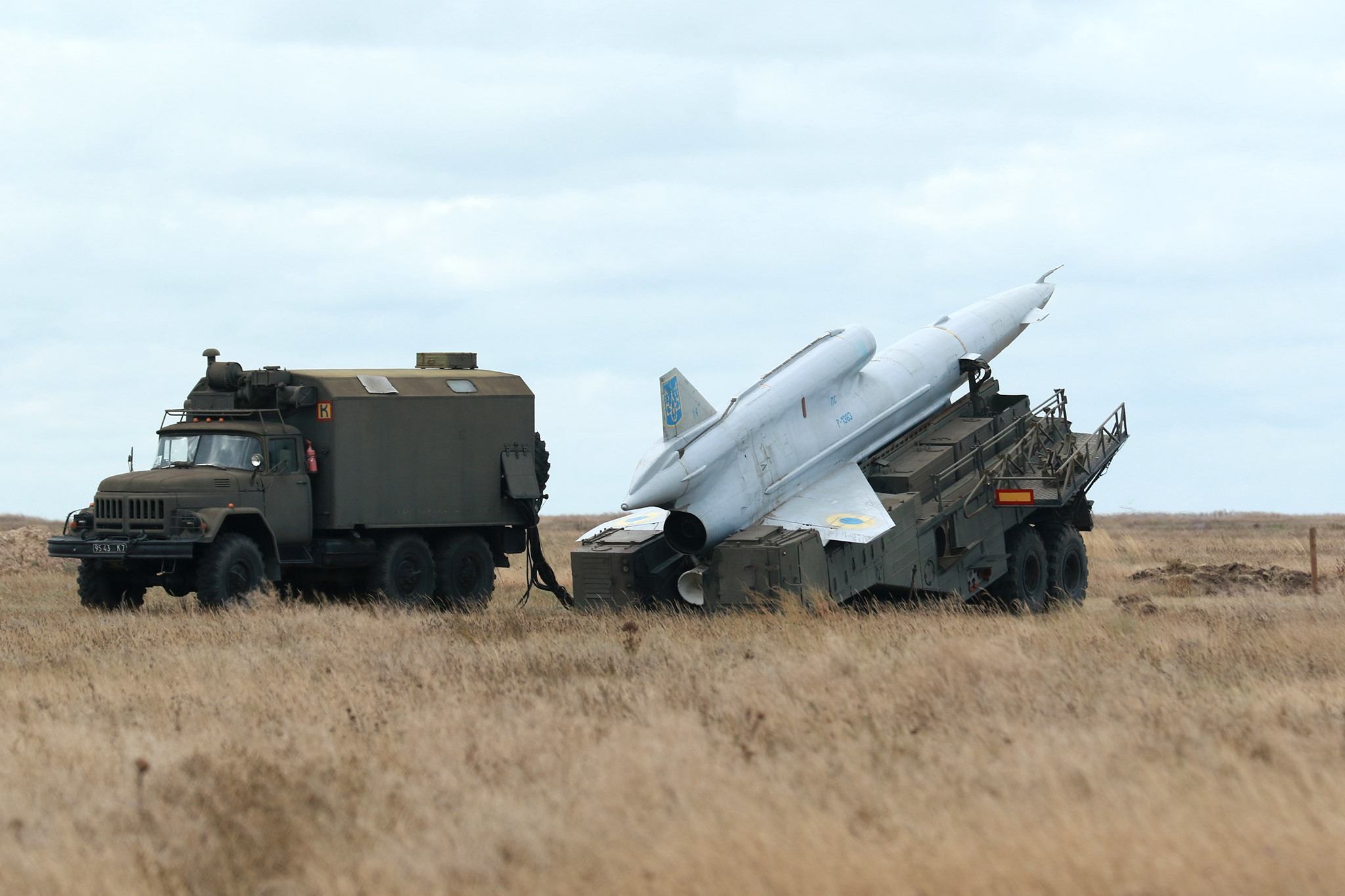
Un Tu-141 ucraniano listo para despegar durante unos ejercicios en septiembre de 2021.
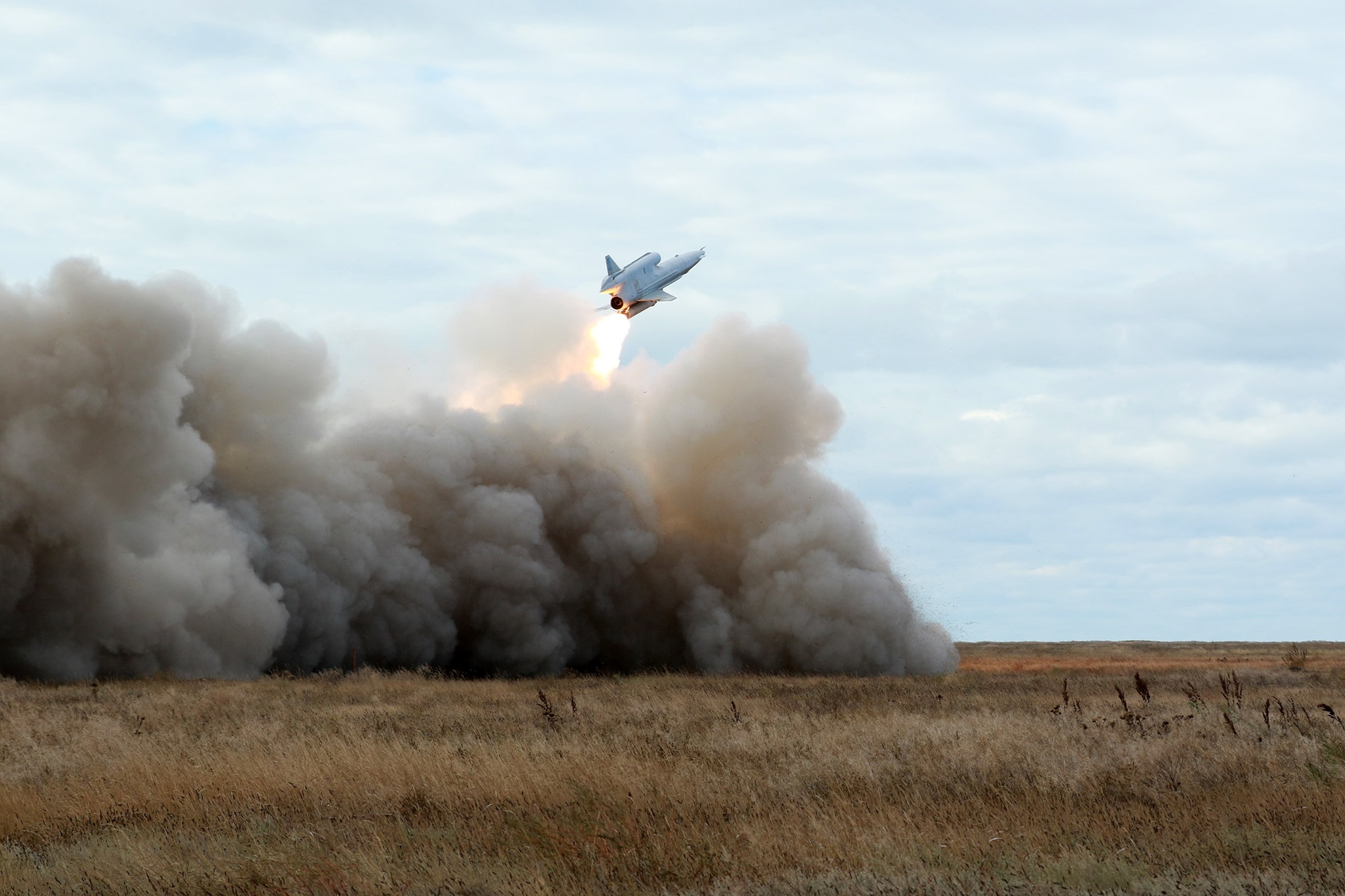
El Tu-141 despega usando el cohete de lanzamiento.
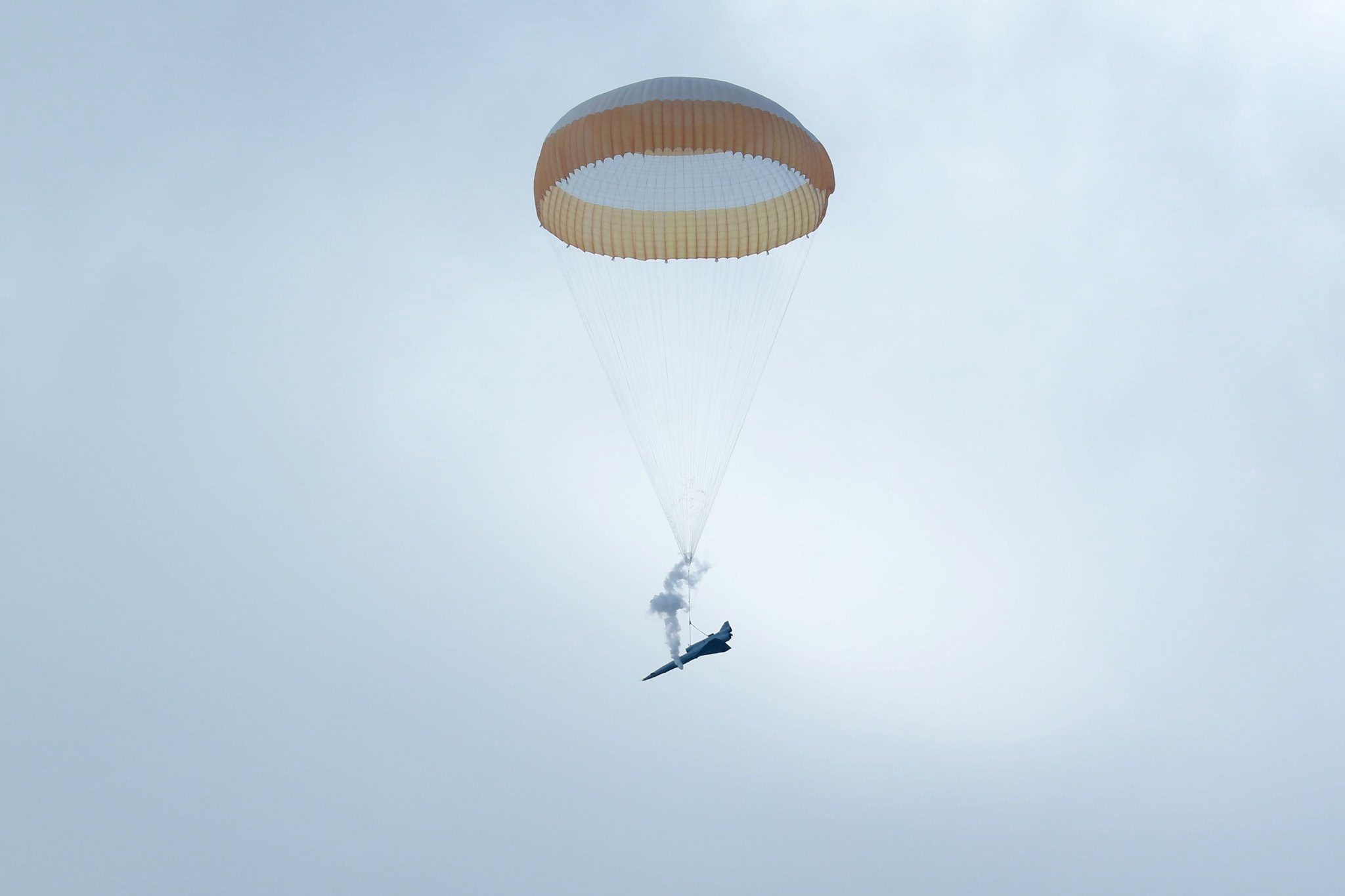
Después de completar su misión, el dron aterriza con ayuda de un paracaídas.

## Operadores
- Unión Soviética (hasta 1989)
- Ucrania [25]

## Especificaciones
Referencia datos: Unmanned Aerial Vehicles Directory: Part 2

### Características generales
- Tripulación: ninguno
- Longitud: 14,3 m (47 ft)
- Envergadura: 3,9 m (12,7 ft)
- Altura: 2,4 m (8 ft)
- Superficie alar: 10 m² (107,6 ft²)
- Peso máximo al despegue: 6,215 kg
- Planta motriz:   .

### Rendimiento
- Velocidad nunca excedida (Vne): 1100 km/h
- Velocidad máxima operativa (Vno): 1000 km/h (621 MPH; 540 kt)
- Alcance: 1000 km (540 nmi; 621 mi)
- Techo de vuelo: 6000 m (19 685 ft)